# Stéphanie Yon-Courtin
Stéphanie Yon-Courtin (Coutances, 28 marzo 1974) è un avvocato e politica francese, membro del Parlamento europeo per la IX legislatura.

## Biografia

### Formazione e carriera professionale
Stéphanie Yon-Courtin ha studiato giurisprudenza presso l'Università di Caen dal 1992 al 1997 con un soggiorno Erasmus presso l'Università di Bristol nel 1997/98. Ha poi studiato “Diritto commerciale europeo” presso l'Istituto di Studi Europei presso l'Université Libre de Bruxelles nel 1998/99.
Dopo aver completato gli studi, ha lavorato come avvocato presso la Commissione europea dal 1999 al 2001 prima di trasferirsi a Parigi per lavorare per lo studio legale Freshfields Bruckhaus Deringer dal 2001 al 2004. Ha poi lavorato per lo studio legale Allen & Overy nel campo del diritto della concorrenza fino al 2006. Dal 2007 al 2010 ha lavorato per l'Autorità garante della concorrenza francese come relatrice e consulente.

### Carriera politica
Nelle elezioni municipali del 2014 è stata eletta sindaco di Saint-Contest (Calvados), è stata anche vicepresidente dell'associazione municipale di Caen la Mer e consigliera del Calvados. Originariamente apparteneva al partito I Repubblicani, ma lo lasciò nel 2018 e si unì a La République en marche nel 2019 insieme a molti altri funzionari eletti. Durante il suo mandato di sindaco, si è espressa contro l'istituzione di un rifugio di emergenza per i richiedenti asilo nel comune di Saint-Contest.
Alle elezioni europee del 2019, il suo partito LREM l'ha nominata al 13º posto nella lista comunale Rinascimento presentata insieme a MoDem e altri , a causa della quale ha rinunciato ai suoi mandati municipali a Saint-Contest e Caen le Mer. Rinascimento ottenne il 22,4 per cento e quindi 23 dei 79 seggi parlamentari francesi, così che Yon-Courtin si trasferì direttamente.. Con i suoi colleghi di partito si unì al gruppo liberale appena fondato Renew Europe. Per il suo gruppo è membro della commissione per i problemi economici e monetari, è stata eletta come uno dei vicepresidenti della commissione. È anche membro supplente della commissione per il mercato interno e la protezione dei consumatori, nella commissione per la pesca e nella sottocommissione fiscale. È anche presidente della delegazione per le relazioni con il Canada.